# Sexe Intentions (série télévisée)
Cet article concerne l'adaptation télévisée. Pour le film original de 1999, voir Sexe Intentions.
Sexe Intentions, ou Un pari cruel au Québec, (Cruel Intentions) est une série télévisée américaine en huit épisodes de 39-49 minutes développée par Phoebe Fisher et Sara Goodman, diffusée le 21 novembre 2024 sur le service Prime Video, incluant les pays francophones.
Il s'agit d'une adaptation de la série de films du même titre, elle-même inspirée du roman épistolaire Les Liaisons dangereuses de l'écrivain français Choderlos de Laclos. C'est la première adaptation télévisée de la franchise après deux tentatives, d'abord en 1999 sur Fox puis en 2015 sur NBC. Néanmoins, elle ne se déroule pas dans la même continuité que les films.

## Synopsis
Caroline Merteuil et son demi-frère, Lucien Belmont, sont deux étudiants populaires d'une université de Washington. Mais quand un bizutage tourne mal, les deux jeunes vont devoir tout faire pour maintenir leurs statut. Pour cela, Caroline demande à Lucien de séduire la douce et pieuse fille du vice-président, Annie Grover, s'il réussit, elle réalisera son fantasme de s'offrir totalement à lui.

## Distribution
Sauf indication contraire, les informations mentionnées dans cette section peuvent être confirmées par la base de données cinématographiques IMDb,  présente dans la section « Liens externes ».

### Personnages principaux
- Sarah Catherine Hook (VF : Valérie Bescht ; VQ : Kim Jalabert) : Caroline Merteuil
- Zac Burgess (en) (VF : Gauthier Battoue ; VQ : Philippe Vanasse-Paquet) : Lucien Belmont
- Savannah Lee Smith (VF : Mélissa Berard ; VQ : Ludivine Reding) : Annie Grover
- Sara Silva (VF : Barbara Beretta ; VQ : Catherine Brunet) : CeCe Carroway
- John Harlan Kim (VF : Maxime Baudouin ; VQ : Xiao-Yi Hernan) : Blaise Powell
- Khobe Clarke (en) (VF : Jim Redler ; VQ : Louis Lacombe-Petrowski) : Scott Russell
- Brooke Lena Johnson (VF : Amandine Bataille ; VQ : Pénélope Jolicoeur) : Beatrice Worth
- Sean Patrick Thomas (VF : Jean-Baptiste Anoumon ; VQ : Philippe Racine) : le professeur Hank Chadwick

### Personnages récurrents
- Claire Forlani : Claudia Merteuil-Belmont
- Jon Tenney : le sénateur Russell
- Nikki Crawford (en) (VF : Nathalie Karsenti ; VQ : Martyne Museau) : Ellen Grover
- Isabella Tagliati (VF : Élise Vigné) : Ella
- Zeke Goodman (VF : Clément Moreau ; VQ : Nicholas Savard L'Herbier) : Brian Blandsman

### Invités
- Vinessa Shaw (VF : Louise Lemoine Torrès) : Dr Deirdre Dawson

 Source et légende : version française (VF) sur RS Doublage et version québécoise (VQ) via le carton de doublage en fin d'épisode sur Prime Video.

## Développement

### Première tentative
En 1999, à la suite du succès du film Sexe Intentions, Columbia Pictures commence à développer une série télévisée basée sur le film pour le réseau Fox. La chaîne commande directement une première saison de treize épisodes, dont les premiers seraient réalisés par le réalisateur du film, Roger Kumble.
Intitulée Manchester Prep, la série devait entamer sa diffusion en septembre 1999 et mettre en scène Kathryn Merteuil et Sebastian Valmont incarnés par d'autres acteurs. Néanmoins, après le tournage des deux premiers épisodes, la chaîne décide d'annuler sa commande. Plusieurs membres de la chaîne n'étaient pas à l'aise à l'idée de diffuser la série en raison du fait qu'elle traitait de sexualité chez les adolescents mais également d'inceste. Une scène montrant un personnage ayant un orgasme sur un cheval aurait également choqué le président de la chaîne, Rupert Murdoch, le poussant à arrêter le projet.
À la suite de cette annulation, le projet passe de la division télévisée à la division vidéo du studio qui décide de rassembler les deux épisodes pour en faire un film préquel mais également de faire revenir l'équipe afin de tourner des scènes supplémentaires pour donner une fin à l'histoire et y ajouter des scènes plus explicites, ce qui était impossible à la télévision. Des scènes et des personnages introduisant des intrigues secondaires qui devait être traitées dans d'autres épisodes furent également coupées afin de se concentrer sur l'intrigue principale. Le film, intitulé Sexe Intentions 2 en France, sort en 2001, directement en vidéo. En 2022, des scènes coupées des épisodes sont diffusées sur YouTube. Dans ces scènes, le personnage interprété par Sarah Thompson est le même que celui joué par Reese Witherspoon dans le premier film, confirmant que la série devait à l'origine être une adaptation directe du film. Afin d'en faire un préquel, le nom de son personnage a été modifié lors du tournage des nouvelles scènes quand le projet est devenu un long-métrage.

### Seconde tentative
En 2015, la chaîne NBC annonce le développement d'une nouvelle série télévisée qui, cette fois-ci, servirait de suite à la série de films et avec la participation de Roger Kumble, réalisateur des deux premiers volets. Sarah Michelle Gellar signe pour reprendre le rôle de Kathryn, maintenant adulte et à la tête de la société Valmont International. Elle est la seule actrice du film à reprendre son rôle. Le personnage d'Annette Hargrove fait également son retour, mais incarnée par Kate Levering qui remplace Reese Witherspoon.
La série devait se dérouler plusieurs années après les événements du premier film et mettre en scène Bash Casey, le fils de Sebastian et Annette. Ce dernier vit en province avec sa mère et ignore tout de son père. Un jour, il découvre le journal de Sebastian et décide de partir à la recherche de Kathryn pour en savoir plus.
La chaîne passe la commande d'un pilote mais une fois ce dernier tourné, elle décide de ne pas commander la série, annulant le projet. L'épisode finira par fuiter sur internet.

### Production
À la suite du choix de NBC de ne pas commander le deuxième projet de série télévisée, Sony Pictures Television annonce la possibilité de proposer le projet dans sa version actuelle à une autre chaîne ou de développer une toute nouvelle version. En 2021, il est dévoilé qu'un nouveau projet à destination d'IMDb TV, un service appartenant à Amazon, est en développement avec Phoebe Fisher et Sara Goodman à l'écriture. Goodman avait déjà travaillée précédemment avec Amazon, Sony Pictures et Original Film sur l'adaptation télévisée de Souviens-toi... l'été dernier.
En avril 2023, Amazon passe la commande d'une première saison de huit épisodes, toujours pour le service qui a été renommé Amazon Freevee entre-temps. En décembre 2023, il est dévoile qu'elle sera finalement diffusée sur un autre service de la société, Prime Video. En mars 2025, le service annonce l'annulation de la série.

### Tournage
Le tournage de la série se déroule à Toronto au Canada. Il débute en juin 2023.

## Épisodes
1. Alpha
2. Beta
3. Gamma
4. Delta
5. Epsilon
6. Zeta
7. Eta
8. Theta